# Aeroporto di Inverness
L'aeroporto di Inverness è un aeroporto situato a Dalcross, a nord-est rispetto Inverness, in Scozia. La struttura è di proprietà di Highlands and Islands Airports Limited (HIAL), e nel corso del 2009 vi sono transitati circa 591.000 passeggeri.